# Nadine Kösters
Nadine Kösters (* 5. April 1995 in Bergheim) ist eine deutsche Schauspielerin.

## Leben
Nadine Kösters wurde in Bergheim geboren und wuchs in Köln auf. Ihr Fernsehdebüt gab sie mit 11 Jahren im ARD-Film Teufelsbraten, nachdem sie bereits in kirchlichen Theatergruppen mitgewirkt hatte. Ihr Abitur schloss sie am Abtei-Gymnasium Brauweiler mit einem Notendurchschnitt von 1,0 ab. Nadine Köster wohnt in Berlin.
Im Herbst 2014 begann sie ein Studium der Psychologie an der Universität zu Köln. In ihrer Freizeit betreibt sie Taekwondo.

## Filmografie
- 2006: Teufelsbraten (Fernsehfilm)
- 2008: SOKO Köln (Fernsehserie, 1 Folge)
- 2008–2010: Rennschwein Rudi Rüssel (Fernsehserie, 8 Folgen)
- 2011: Komm und hol’ mich (Kurzfilm)
- 2012: Mensch Mama! (Fernsehfilm)
- 2012: Geliebtes Kind (Fernsehfilm)
- 2012: Ein Fall für zwei (Fernsehserie, 1 Folge)
- 2012: Ein Fall für die Anrheiner (Fernsehserie, 1 Folge)
- 2013: Frühling – Frühlingskinder
- 2013: Sturmfrei
- 2013: Herzensbrecher – Vater von vier Söhnen (Fernsehserie, 1 Folge)
- 2014: Danni Lowinski (Fernsehserie, 1 Folge)
- 2014: SOKO Köln (Fernsehserie, Folge Wer ohne Sünde ist...)
- 2014: Tatort – Ohnmacht
- 2014: Überfordert (Kurzfilm)
- 2015: Hammer & Sichl (Fernsehserie, Folge Das Opfer)
- 2015: Heldt (Fernsehserie, Folge Immer Ärger mit Harry)
- 2015: Notruf Hafenkante (Fernsehserie, Folge Verhinderte Liebe)
- 2016: Immer Ärger mit Opa Charly (Fernsehfilm)
- 2016: Morden im Norden (Fernsehserie, Folge Eiskind)
- 2017: Die Bergretter (Fernsehserie, Folge Winterkind)
- 2018: Die Inselärztin: Notfall im Paradies (Fernsehfilm)
- 2019: In aller Freundschaft – Die jungen Ärzte (Fernsehserie, Folge Blutsbande)
- 2019: Heldt (Fernsehserie, Folge Der Mann aus Wien)
- 2021: Die Bergretter (Fernsehserie, Folge Roter Schnee)
- 2021: Watzmann ermittelt (Fernsehserie, Folge Jambo)
- 2021: Queens of Comedy (Fernsehserie, 1 Folge)
- 2023: Letzte Spur Berlin (Fernsehserie, Folge Unentschieden)

## Auszeichnungen
- 2015 Goldene Spectra
- 2015 Jupiter Award – Beste TV-Darstellerin (nominiert)
- 2009 Adolph Grimme Preis[6]